# Planeta adormită
Planeta adormită (2000) (titlu original Rogue Planet) este un roman scris de Greg Bear, care aparține universului ficțional Războiul stelelor. Acțiunea romanului succede evenimentele din Amenințarea fantomei, desfășurându-se cu 29 de ani înaintea celor din Războiul stelelor: Din aventurile lui Luke Skywalker.

## Intriga
Tânărul Anakin Skywalker, acum ucenic Jedi, scapă de sub supravegherea lui Obi-Wan Kenobi și participă la un pariu avatic mortal. După ce cursa este întreruptă de un asasin, Consiliul Jedi îi trimite pe cei doi pe Zonama Sekot, o lume îndepărtată care produce nave spațiale organice și pe care a dispărut un cavaler Jedi. 
Cei doi cavaleri Jedi sunt urmăriți de un escadron de luptă condus de un designer de arme care are în minte ideea construirii unei stații de luptă gigantice (care va deveni ulterior Steaua Morții). Ei simt o mare tulburare în cadrul Forței pe această Zonama Sekot și, în timp ce își cresc propria navă, sunt implicați într-o serie de intrigi mortale și trădări alături de asasinul care atentase la viața tânărului ucenic înaintea misiunii și două flote care amenință planeta. Din această intrigă nu lipsește nici comandantul Tarkin, cel care va deveni ulterior Mare Moff, unul dintre liderii Imperiului.

## Locul romanului în cadrul universuluiRăzboiul stelelor
Introducerea planetei Zonama Sekot și a misteriosului cavaler Jedi Vergere furnizează prima legătură majoră între materialele aparținând perioadei anterioare Episodului IV și cele din perioada ulterioară. Ambele elemente ocupă un rol important în cadrul seriei The New Jedi Order.